# Зимарово (Кораблинский район)
Зимарово — населённый пункт, входящий в состав Бобровинского сельского поселения Кораблинского района Рязанской области.
Находится в 6 километрах севернее города Кораблино, на левом берегу реки Алешни (притока Прони).

## История
Деревня Зимарово упоминается в источниках XVII века. В конце XVIII века – пустошь Зимаровой. В середине XIX века – деревня Зимаровский хутор, в которую выселились крестьяне из деревни Быково. По переписи 1858 года, жители деревни и хутора составляли одно общество. У них была также одна владелица – Елагина. 
В конце XIX века упоминается деревня Зимарова. 
В источнике 1906 года упоминается деревня Быковские выселки при реке Алешне. Затем – деревня Зимарово.
В клировых ведомостях Покровского храма в селе Алешня (Назарьево) за 1914 год упоминается как деревня Зимаровка с 9 дворами.

## Население
| 2010 |
| ---- |
| 10   |

## Урочище Раи
Урочище находится восточнее Зимарово.
В клировых ведомостях Покровского храма в селе Алешня (Назарьево) за 1914 год упоминается как деревня Раевка с 6 дворами.
В середине 20-х годов XX это селение в количестве 10 дворов входило в состав Алешинского сельского совета. Располагалась деревня в 6 верстах от села Кораблино. В 1949 году селение вместе с деревней Муратовкой находилось в колхозе «Новая жизнь».